# Simulium pusillum
Simulium pusillum es una especie de insecto del género Simulium, familia Simuliidae, orden Diptera.
Fue descrita científicamente por Fries, 1824.